# Ann Trason
Ann Trason (Auburn, California, 30 de agosto de 1960) es una bióloga y corredora de ultramaratones que, a lo largo de su carrera deportiva, ha roto veinte récords mundiales. Dominó durante décadas todas las carreras de ultradistancia de la zona en la categoría femenina, colándose también en el podio entre hombres en las clasificaciones generales de algunas de estas carreras. Consiguió récords mundiales para las distancias de 50 millas, 100 kilómetros, 100 millas además de las carreras de 12 horas. Además, es licenciada en biología, especializada en bioquímica años más tarde de acabar la universidad.

## Biografía
Nació en agosto de 1960 en Kensington, un pueblo de la Bahía de San Francisco, y en principio no tenía condiciones naturales para correr. Esto lo aseguraba ella en una de las pocas entrevistas que ha concedido, ya que no es muy dada a concederlas ni a aparecer en los medios. Un carácter introvertido que contrasta con su pundonor en las competiciones deportivas. Aunque muchas personas del deporte la consideran como una leyenda, ella le resta importancia y se define como "una mujer que corrió mucho".
Fue a la universidad y se convirtió en bióloga. Se especializó en bioquímica, graduándose en 1983 y empezó a trabajar en un laboratorio a 14 kilómetros de su casa, una distancia que Ann hacía corriendo cada mañana. Descubrió que sus piernas cada vez rendían y se encontraban mejor, por lo que decidió que era buena idea regresar también a casa corriendo. Entra la ida y la vuelta, cada jornada de laboratorio realizaba 18 millas, lo que empezó a crear su futuro como atleta de resistencia. Se había acostumbrado tanto a correr a diario que los días festivos salía a correr 30 o 40 millas por placer, sin dirigirse a ningún sitio en particular. Con 20 años, ya acumulaba más kilómetros en las piernas que muchos y muchas atletas su país que se preparaban para ir a los Juegos Olímpicos. Previamente, había tratado de hacer ciclismo, pero en una ocasión fue golpeada por detrás por un coche, lesionándose el hombro derecho, por lo que desestimó esta disciplina. En 1985, leyó acerca de una carrera en Sacramento llamada "American River 50" (carrera de 50 millas), y preguntó al dependiente de una tienda deportiva qué se podría encontrar en esta carrera. El dependiente le dijo que estuviera preparada para caminar mucho.

### Carrera deportiva: Ultramaratones
Describe el correr por la montaña como algo "romántico" a lo que dedicaba horas y horas a a través de sendas y bosques, buscando la sintonía con su cuerpo. Mucha gente le incitaba a que se dedicara a las maratones de asfalto. Su mejor marca en la distancia de 42,195 kilómetros era de 2 horas 39 minutos, una marca importante y que, con un poco de dedicación en la disciplina la podían convertir en una atleta importante en la distancia y con opciones de ir a los Juegos Olímpicos, además de ganar mucho dinero. Pero ella siempre amó la montaña y sus posibilidades económicas y de notoriedad sucumbieron a su pasión por la naturaleza. Se inscribió finalmente en esta carrera, la "American River 50", tras haber descartado participar en otras carreras como la Maratón de Los Ángeles, pues para ella el asfalto y el hormigón le producía la misma sensación que a un hámster su ruedilla. Su primera carrera era una carrera de caballos pero sin caballos, como muchas en Estados Unidos, con un trazado abrupto, empinado, salvaje y peligroso. Fue un debut muy terrorífico, pues las temperaturas superaron los 40 °C ese día y Ann acabó deshidratada. Logró superar ese mal momento y vencer la prueba tras poco más de siete horas de carrera.
Fue el inicio de una exitosa carrera, en la que, en los años siguientes y hasta 2013, logró 14 victorias prácticamente consecutivas en la "Western States Endurance Run" (carrera de 100 millas), a lo que hay que añadir un total de cinco podios en categoría absoluta, con dos segundas plazas (1994 y 1995) y tres terceras plazas (1992, 1993 y 1996). También logró cuatro victorias en la "Leadville 100" (también de 100 millas), además de dos podios absolutos (2ª en 1994 y 3ª en 1990). También se impuso en la "Comrades Marathon" de Sudáfrica, lo que la convirtió en la primera mujer en ganar en el mismo año la "Leadville 100" y esta carrera, dos ultramaratones en distintos continentes y separadas por tan solo once días, algo que hizo en dos ocasiones. Todas estas victorias la convirtieron en la mujer que más rápido ha completado el Grand Slam de Estados Unidos con un tiempo de 79 horas y 23 minutos (se completa realizando al menos cuatro de las cinco pruebas más importantes de Estados Unidos de 100 millas: "Old Dominion 100 Mile Endurance Run" en Virginia, "Western States Endurance Run" en California, "Vermont 100 Mile Endurance Run" en Vermont, "Leadville Trail 100" en Colorado y "Wasatch Front 100 Mile Endurance Run" en Utah). Además, se hizo con el récord del mundo en los 100 kilómetros, así como con dos Campeonatos del Mundo en esta distancia.
Uno de los mayores logros por lo que destaca esta atleta fue su capacidad para ganar en carrera a los hombres. A los podios absolutos conquistados en la "Leadville 100" y en "Western States" (donde consiguió vencer a casi toda la participación masculina) hay que sumar las cinco ocasiones en las que Trason logró imponerse en una carrera en la que competían hombres: "24 Hour National Championship" en 1989 (campeonato nacional de 24 horas), "Bay Area 12 Hour" en 1991 (carrera de 12 horas en la Bahía de San Francisco), "Sri Chinmoy 100 mile" en 1991 (carrera de 100 millas creada por Sri Chinmoy), "Quicksilver 50-Mile Trail Run" en 1992 (carrera de 50 millas organizada por el club "Quicksilver Running Club") y "Silver State 50-Mile Trail Run" en 1994 (carrera de 50 millas que discurre por la zona de Sierra Nevada). Ann declaraba que este deporte tiene mucho que ofrecer a las mujeres y que ninguna debe pensar que no vale para ello.
Su repercusión en este deporte es tal que aparece en una parte bastante extensa del best-seller de Christopher McDougall "Born to Run" (Nacidos para correr). En los pasajes en los que aparece la figura de Ann Trason, McDougall escribe principalmente sobre los tarahumaras o rarámuris (significa "pie correcor"), una comunidad indígena del norte de México, cuyos miembros son capaces de correr grandes distancias y en largos periodos, con los pies descalzos, y prácticamente a diario y sin ninguna planificación, pues es parte de su día a día. Por ello, son considerados los mejores corredores del planeta en larga distancia. En el año 1993, un miembro de esta comunidad, Victoriano Churro, fue convencido junto con un compañero suyo para presentarse en la edición de ese año de la "Leadville 100". Su objetivo era acudir a esta carrera con el fin de recaudar alimentos para su comunidad (no eran muy dados a los grandes eventos ni a participar en carreras fuera de su lugar de origen). Victoriano Churro logró sorprender a todos los participantes, incluidos los dominadores de la ultra distancia en Estados Unidos, llevándose la victoria. Viendo el reclamo publicitario y aliciente que esto era para la carrera, gracias a la intermediación de un mítico personaje de este deporte en Estados Unidos (Micah True o "Caballo Blanco"), se consiguió que siete miembros de esta comunidad acudieran a la edición de 1994 de la "Leadville 100", incluido Juan Herrera, el mejor de este grupo, y que se sorprendió al comprobar que su mayor rival para ganar la carrera estaba siendo una mujer. Herrera no logró pasar a Ann Trason (segunda de la general finalmente) hasta las últimas millas de la carrera, teniendo que pelear mucho por la victoria. En este libro, se menciona que los tarahumaras llamaban a Ann con el apelativo de "la bruja", y el escritor, describe a Ann como una competidora agresiva y arrogante. Pero esta es una licencia de ficción que se tomó a la hora de construir la historia, puesto que la propia Ann declaraba en una de las pocas entrevistas que ha concedido, que el autor nunca la contactó para construir este personaje, por lo que se muestra molesta con él. Este personaje ficticio contradice el comportamiento con el que Ann siempre ha sido descrita: humildad, voz suave y siempre con una actitud mansa.

### Parón competitivo, entrenadora de atletas
Trason dejó el deporte de manera repentina y en silencio en el año 2004. Es cierto que había tenido una lesión en 1995 (rotura del ligamente cruzado anterior), y cuya intervención había pospuesto. Pero este no fue el principal motivo, sino la lesión de su por aquel entonces marido, Carl Andersen, también corredor de larga distancia, y que le obligó a dejar el deporte. Ann, en solidaridad con él, también dejó la competición, estando todavía en la cima de la disciplina (había ganado "Western States" y "Sierra Nevada Endurance Run" en 2003 y "Waldo 100K" en 2004). Finalmente, se sometió a la cirugía para reparar el ligamento cruzado anterior. Su matrimonió acabó en 2013, tras haber soportado los meses más difícies de su vida. Reapareció deportivamente, sin publicidad de por medio, en la "San Diego 100", en el sur de California, para ayudar a una amigo que estaba corriendo su primera prueba de 100 millas. A pesar de su falta de entrenamiento, logró ayudar a que su amigo finalizara la prueba en 25 horas. Obviamente, fue reconocida por participantes de la prueba. En 2013 participó en la "Western States", también para ayudar a un amigo, esperando a este en la milla 70 de la carrera. Su amigo acabó retirándose, pero otro corredor que estaba sufriendo por llegar a los puntos de corte de la carrera, pidió ayuda para que alguien le marcara el ritmo. Ann se ofreció voluntaria y el corredor no tenía ni idea de quién era ella, hasta que lo vio en los medios y comprobó que fue llevado por una de las leyendas del deporte.
En ese momento, Trason estaba inscrita para correr su primera prueba en nueve años: una nueva carrera de 100 millas en Idaho llamada "IMTUF 100". Ante la espectación de su vuelta por parte de las personas fanáticas de este deporte, ella zanjó el asunto declarando que estaba en la peor forma de su vida. Sufrió bastante en esa carrera, pero se fue muy contenta por el apoyo recibido. Logró terminarla en 33 horas, sin ser la primera mujer, pero contenta por haber vuelto, con victoria o sin victoria.
Actualmente es preparadora de deportistas de cualquier nivel, servicio que puede contratarse de manera en línea. Asegura que lo hace porque es la mejor manera de devolver a la comunidad del ultramaratón todo lo que esta le dio durante la vida, es decir, una contribución. Entrena a más de 30 atletas de todo el mundo. Sus atletas la definen como alguien que se preocupa mucho por cada persona a su cargo, les hace todo tipo de confesiones, y antes de cada carrera les envía correos electrónicos llenos de pasión y de ánimos. Se vuelca mucho en este trabajo y dedica más de 40 horas semanales al mismo y con mucha ilusión. Ella considera a estas personas como amigas y no como clientela, y se define más como una colaboradora que como una entrenadora que toma las decisiones, disfrutando en todo momento de trabajar en colaboración, y convirtiendo el objetivo de estas personas en los suyos propios.

## Palmarés deportivo
- 14 veces ganadora de la prueba "Western States Endurace Run" en categoría femenina.
- 5 podios en categoría absoluta de la "Western States Endurace Run" (Tres segundos puestos y dos terceros puestos).
- 4 veces ganadora de la prueba "Leadville Trail 100" en categoría femenina.
- 2 podios en categoría absoluta de la "Leadville Trail 100" (Un segundo puesto y un tercer puesto)
- 2 veces ganadora de la prueba "Comrades Marathon" en categoría femenina.
- 2 veces campeona del mundo de los 100 kilómetros en categoría femenina.
- Ganadora del campeonato nacional de las 24 horas, "24-Hour National Championship", posteriormente "U.S.A Track & Field", y primera mujer en ganar esta prueba en categoría absoluta.
- Ganadora del Grand Slam (completar 4 de las 5 pruebas más importantes de 100 millas) de Estados Unidos, con un tiempo de 79 horas y 23 minutos.
- Ganadora de la prueba "Bay Area 12 Hour" en 1991, en categoría absoluta.
- Ganadora de la prueba "Sri Chinmoy 100 mile" en 1991, en categoría absoluta.
- Ganadora de la prueba "Quicksilver 50-Mile Trail Run" en 1992, en categoría absoluta.
- Ganadora de la prueba  "Silver State 50-Mile Trail Run" en 1994, en categoría absoluta.
- Mejores marcas personales en carretera:
  - 40 millas: 4:26:13
  - 50 millas: 5:40:18
  - 100 kilómetros: 7:00:47
  - 12 horas: 90 millas, 1312 yardas
- Mejores marcas personales en trail:
  - 12 horas: 91 millas, 1258 yardas
  - 100 millas: 14:29:44
  - 100 kilómetros: 7:48:14[9][2]

## Premios y reconocimientos
Fue la primera mujer en ganar el mismo año la "Western States 100" y la "Comrades Marathon" de Sudáfrica (en dos ocasiones).
Ha sido galardonada con el Grand Slam de Estados Unidos (formado por las cinco pruebas más importantes de 100 millas), siendo la mujer que menos tiempo ha invertido en completarlo.
Entre 1988 y 1998, y en el año 2001, fue "ultra corredora del año" por la revista "Ultrarunning Magazine".
En los periodos de 1988 a 1992 y de 1994 a 1995 recibió el galardón de "Ultracorredora del año" por parte del organismo "USA Track & Field".
En 1994 recibió el "Hall of Fame Inductee" por el club "Road Runner's" de Estados Unidos.
En 1995 fue galardonada con el premio "Corredor/a de América del año" por la revista "Runner's World".
En 1999 recibió el galardón de 65.ª mejor atleta femenina del siglo.